# Bagongshan
Bagongshan (en chino, 八公山; pinyin, Bāgōngshān) es un distrito urbano bajo la administración directa de la Prefectura Huainan en la Provincia de Anhui, República Popular China.  Su área es de 67 km² y su población total para 2010 superó los 170 mil habitantes. 

## Administración
Desde julio de 2023, el  Distrito Bagongshan se divide en 5 pueblos que se administran en 3 subdistritos y 2   poblados.